# Shtjefën Gjeçovi
Shtjefën Constantin Gjeçovi-Crețu (n. 12 iulie 1874, Janjevo, Imperiul Otoman – d. 14 octombrie 1929, Zymi⁠(d), Regatul Iugoslaviei) a fost un călugăr franciscan și culegător de folclor din Albania.
A fost elev la Scutari, pe atunci un centru de învățământ al creștinilor din Albania, condus de franciscani. În anul 1888 a intrat în ordinul franciscan.
În 1896 a fost trimis ca preot și dascăl în comunitățile creștine din Vilaietul Scutari, între care Laç, Theth și Rubik.